# Chlorobistus
Chlorobistus is een geslacht van wandelende takken uit de familie Aschiphasmatidae. De wetenschappelijke naam van dit geslacht is voor het eerst voorgesteld door Philip Edward Bragg in een publicatie uit 2001.

## Soorten
Het geslacht Chlorobistus omvat de volgende soorten:
- Chlorobistus eryx (Westwood, 1859)
- Chlorobistus fulvipennis (Redtenbacher, 1906)
- Chlorobistus hamatus Bragg, 2001
- Chlorobistus hinchingi Seow-Choen, 2017
- Chlorobistus iridescens (Haan, 1842)
- Chlorobistus isabelleae Seow-Choen, 2018
- Chlorobistus macroelytron Bragg, 2001
- Chlorobistus redtenbacheri Bragg, 2001
- Chlorobistus rubrotegminius Seow-Choen, 2017
- Chlorobistus virescens (Redtenbacher, 1906)
- Chlorobistus xiuyuae (Brock & Seow-Choen, 1999)